# Jagdies Sheoratan
Jagdies Sheoratan (22 januari 1950 – 2017) was een Surinaams dammer.

## Biografie
Jagdies Sheoratan leerde op jonge leeftijd dammen van zijn vader, die bekend stond als een specialist in het middenspel. Hij speelde in 1969 in de hoofdklasse. In september werd door NAKS een evenement georganiseerd ter gelegenheid van het bezoek van Ton Sijbrands, de regerend Nederlands en Europees kampioen, en Aad Ivens, de secretaris-generaal van de internationale dambond. Het bezoek was ervoor bedoeld om de damsport in Suriname een stimulans te geven. De partij tegen Sijbrands verloor hij na een damcombinatie van Sijbrands op zijn velden. In 1973 werd Sheoratan derde tijdens het landelijke kampioenschap. In 1978 werd hij bestuurslid van de Surinaamse Dambond die maandenlang had stilgelegen; hij werd commissaris voor algemene zaken.
Begin jaren 1980 volgden enkele sportief uitdagende jaren. Tijdens een open internationaal toernooi in maart 1980 in Suriname, waaraan ook meervoudig wereldkampioen Piet Roozenburg en meervoudig Pan-Amerikaans kampioen Iser Koeperman deelnamen, werd Sheoratan 12e. In juni 1980 was hij deelnemer aan het het Pan-Amerikaans kampioenschap, ook weer in zijn geboorteland. Hij bereikte hier plaats 8. Het jaar erop werd zijn succesvolste jaar, toen hij de landelijke titel op zijn naam schreef. Later dat jaar ging hij naar Port-au-Prince, Haïti, en werd daar op het Pan-Amerikaans kampioenschap 11e. In 1989 werd hij 10e tijdens een internationale wedstrijd in Kiev in de Oekraïense Socialistische Sovjetrepubliek.

## Palmares
Hij speelde tijdens de volgende internationale kampioenschappen of bereikte bij de andere wedstrijden de eerste drie plaatsen:
| Jaar | plaats | kampioenschap                                       |
| ---- | ------ | --------------------------------------------------- |
| 1973 | Brons  | Surinaams Kampioenschap                             |
| 1980 | 8e     | Pan-Amerikaans kampioenschap, Paramaribo, Suriname  |
| 1981 | Goud   | Surinaams Kampioenschap                             |
| 1981 | 11e    | Pan-Amerikaans kampioenschap, Port-au-Prince, Haïti |